# سخنران عروسی
سخنران عروسی (انگلیسی: The Wedding Ringer) فیلمی در ژانر کمدی است که در سال ۲۰۱۵ منتشر شد. از بازیگران آن می‌توان به کوین هارت، جش گد، کیلی کوئوکو و اولیویا ترلبی اشاره کرد.